# Society of Pharmacovigilance
La Società di Farmacovigilanza dell'India (SoPI), è un'organizzazione scientifica indiana senza scopo di lucro, che mira a organizzare programmi di formazione, fornire competenze in farmacovigilanza  e valorizzare tutti gli aspetti dell'uso corretto e sicuro dei farmaci
La Società Internazionale di Farmacovigilanza (ISOP) ha concesso lo status di 'società associata' alla Società di Farmacovigilanza dell'India (Sopi).
La SoPI è la seconda società professionale nel mondo dopo l'ISOP.